# Ізоморфізм груп
Ізоморфі́зм груп — бієктивний гомоморфізм груп.

## Визначення
Ізоморфізм груп — взаємно однозначне відображення {\displaystyle \phi } групи {\displaystyle (G,*)} в групу {\displaystyle (H,\cdot )}, що зберігає групову операцію, тобто:
{\displaystyle \phi \colon G\rightarrow H\colon \quad \phi (x*y)=\phi (x)\cdot \phi (y)\quad \forall {\mathit {x,y}}\in G}.
Ізоморфні групи у певному сенсі є еквівалентними.

## Приклади
- Група лінійних операторів та група матриць, що відповідають цим операторам за фіксації певного базису, є ізоморфними.

- Група дійсних чисел з додаванням, ізоморфна групі додатних дійсних чисел з множенням:

{\displaystyle (\mathbb {R} ,+)\cong (\mathbb {R} ^{+},\times )}
через ізоморфізм {\displaystyle f(x)=e^{x}} (див. експонента).

## Автоморфізм групи
Автоморфізм групи — ізоморфізм групи {\displaystyle (G,*)} в себе. Тобто бієкція
{\displaystyle \phi \colon G\rightarrow G\colon \quad \phi (x*y)=\phi (x)*\phi (y)\quad \forall {\mathit {x,y}}\in G}.
Автоморфізм групи називається внутрішнім, якщо його можна задати як
{\displaystyle \exists a\in G\;\;\forall x\in G\colon \quad \phi (x)=a*x*a^{-1}}.
Не внутрішній автоморфізм називають зовнішнім автоморфізмом.
- Автоморфізм завжди переводить одиницю групи в себе ж.
- Композиція двох автоморфізмів є автоморфізмом. Множина всіх автоморфізмів {\displaystyle G}, відносно композиції утворює групу — групу автоморфізмів {\displaystyle G}, позначається — {\displaystyle \operatorname {Aut} (G)}.
- Множина всіх внутрішніх автоморфізмів є нормальною підгрупою в {\displaystyle \operatorname {Aut} (G)}, і позначається — {\displaystyle \operatorname {Inn} (G)}.
- Фактор-група {\displaystyle \operatorname {Aut} (G)/\operatorname {Inn} (G)} називається групою зовнішніх автоморфізмів, і позначається — {\displaystyle \operatorname {Out} (G)}.